# Acritus hammondi
Acritus hammondi är en skalbaggsart som beskrevs av Yves Gomy 1980. Acritus hammondi ingår i släktet Acritus och familjen stumpbaggar. Inga underarter finns listade i Catalogue of Life.